# Sveinung Rotevatn
Sveinung Rotevatn, født 15. maj 1987 i Nordfjordeid, er en norsk advokat og  politikere i  Venstre og Norges klima - og miljøminister siden januar 2020. Rotevatn var formand for Unge Venstre. Rotevatn var medlem af Stortinget fra Sogn og Fjordane 2013-2017.

## Eksterne links
- Wikimedia Commons har flere filer relateret til Sveinung Rotevatn